# Hoằng Tân
Hoằng Tân là một xã thuộc huyện Hoằng Hóa, tỉnh Thanh Hóa, Việt Nam.

## Thông tin địa lý
Xã Hoằng Tân nằm cực nam của huyện Hoằng Hoá, bên bờ bắc của sông Mã, cách trung tâm thành phố Thanh Hóa khoảng 14 km, cách Sầm Sơn khoảng 6 km.
Xã Hoằng Tân có diện tích: 470 ha; dân số (theo Tổng điều tra dân số năm 1999): 4.942 người; mật độ dân số: 1.051 người/km².
Toạ độ trung tâm: 
- Kinh độ 105o 51' 24"
- Vĩ độ 19o 46' 53".

Địa giới hành chính xã Hoằng Tân: 
- Đông giáp xã Hoằng Châu;
- Tây giáp xã Hoằng Trạch và phường Quảng Phú (thành phố Thanh Hóa);
- Nam giáp phường Quảng Phú thành phố Thanh Hóa, phường Quảng Thọ, phường Quảng Châu thành phố Sầm Sơn;
- Bắc giáp xã Hoằng Trạch và xã Hoằng Châu.

## Hành chính
Hiện nay xã Hoằng Tân gồm 5 thôn: Bột Trung, Cẩm Trung, Cẩm Vinh, Đồng Lộng, Trung Hoà.

## Lịch sử
- Trước Cách mạng Tháng Tám, là xã Đại Trung thuộc tổng Bái Trạch[3].
- Từ năm 1953, xã Hoằng Tân gồm các làng: Bột Trung, Cẩm Trung, Cẩm Vinh, Đồng Lộng (Đồng Lòng), Trung Hoà (cồn Bãi Nổi)[3].

Làng Cẩm Trung và Đồng Lộng: thời Nguyễn là các xã Cẩm Trung và xã Đồng Lộng, thuộc tổng Bái Cầu.
Làng Cẩm Vinh: trước là Cẩm Tú, từ đầu thời Nguyễn là xã Cẩm Miên, thuộc tổng Bái Cầu, huyện Hoằng Hoá, phủ Hà Trung.
Làng Trung Hoà: tách ra từ Hoá Lộc vào thế kỉ 17.

## Di tích và thắng cảnh
- Các làng đều có đình và nghè[3].
- Làng Cẩm Trung và Đồng Lộng có miếu.
- Làng Trung Hoà có nhà thờ (thờ Lê Tuấn Kiệt)
- Làng Cẩm Vinh có chùa và văn chỉ.

## Các dòng họ
Hiện nay ở xã có rất nhiều dòng họ như: Cao, Nguyễn, Lê, Trần.... Trong đó dòng họ Cao Đình xã Hoằng Tân chiếm đông nhất. Tếp đó là Nguyễn Văn, Lê..

## Danh nhân
- Lê Duy Hàn, tiến sĩ thời Lê.

## Giáo dục, y tế
Toàn xã có một trường mầm non, một trường tiểu học và một trường trung học cơ sở.

## Kinh tế
Kinh tế chủ yếu phụ thuộc vào trồng lúa nước, trồng cây thuốc lào, chăn nuôi và đánh bắt hải sản.